# Johanna Pohl-Rüling
Johanna Pohl-Rüling (geboren 29. Juni 1918 in Wien, Österreich-Ungarn; gestorben 2009) war eine österreichische Physikerin.

## Leben
Johanna von Rülings Eltern waren der österreichische Berufssoldat Richard von Rüling (1882–1949) und Charlotte Johanna Singer. Mit dem österreichischen Adelsaufhebungsgesetz 1919 wurde ihr Familienname geändert. Johanna Rüling studierte Physik an der Universität Wien und wurde 1940 beim Nationalsozialisten Gustav Ortner promoviert. Als Frau erhielt sie keine feste Stelle an der Wiener Universität. Sie rezensierte freischaffend wissenschaftliche Literatur für das Gmelin-Institut der Deutschen Chemischen Gesellschaft und war freie wissenschaftliche Mitarbeiterin an der Universität Innsbruck und am Institut für Radiumforschung der Österreichischen Akademie der Wissenschaften, wo sie zur Kosmischen Strahlung forschte. Nach Ende des Krieges wurde sie Wissenschaftliche Hilfskraft des Physikalischen Instituts der Universität Innsbruck.
1952/53 begann sie mit ihren Forschungen zur natürlichen Radioaktivität in Bad Gastein am Forschungsinstitut Gastein der Österreichischen Akademie der Wissenschaften bei Ferdinand Scheminzky. Johanna Rühling heiratete den Physiker Egon Pohl, mit dem sie zwei Kinder hatte. 1953 gingen das Paar nach Padua zum Istituto Nazionale di Fisica Nucleare. Nach ihrer Rückkehr nach Innsbruck leitete sie ab 1958 für zwanzig Jahre die Radiologische Abteilung am Forschungsinstitut Gastein. Dort wurde im Interesse involvierter Kurorte die Wirkung natürlicher Radioaktivität bei der Radonbalneologie erforscht. Sie ging 1978 in Pension, war aber weiterhin in der Forschung aktiv und hielt ab 1980/81 Vorlesungen an der Universität Salzburg.
Johanna Pohl-Rüling starb im Frühjahr 2009.

## Schriften (Auswahl)
- Johanna Rüling: Die bei der Anlagerung langsamer Neutronen an Cadmiumatomkerne emittierte γ-Strahlung. Dissertation Wien 1940, Hölder-Pichler-Tempsky, Wien 1940.
- mit Rudolf Steinmaurer: Kerntrümmer und langsame Mesotronen in der kosmischen Strahlung. In: Sitzungsber. ÖAW IIa. 151, 1942.
- mit Hermine Gheri: Neues Verfahren zur Messung von Krümmung und Streuwinkeln von Nebelkammerbahnen. In: Acta Physica Austriaca II. 1948.
- mit Ferdinand Scheminzky: Die Alphastrahlung der Gasteiner Warzenund Knöpfchensinter. In: Tschermaks mineral. u. petrogr. Mitt. 2, 1951.
- mit Egon Pohl: Radioaktive Luftmessungen im Raum von Badgastein und Böckstein. Springer, Berlin/Heidelberg 1954.
- mit U. Fasoli, I. Modena, Egon Pohl: The differential and directional positiv excess of mesons at sea-level. In: Nuovo Cimento. X-6, 1957.
- mit Egon Pohl: Physikalische und physikalisch-radiologische Messungen im Thermalstollen. In: Ferdinand Scheminzky (Hrsg.): Der Thermalstollen von Badgastein-Böckstein. Innsbruck: Univ., 1965.
- mit Egon Pohl: Die Strahlenbelastung der Bevölkerung von Badgastein, Österreich. In: Berichte des naturwissenschaftlichen-medizinischen Verein Innsbruck. 57, 1969, S. 95–110 (zobodat.at [PDF]).
- mit Ferdinand Scheminzky: Die Tätigkeit des Forschungsinstitutes Gastein der Österreichischen Akademie der Wissenschaften im Jahre 1972. Sonderdruck im Selbstverlag, aus: Gastein aktuell. 1974.
- mit Egon Pohl, F. Steinhäusler, Werner Hofmann: Methodisches zur Messung und Berechnung der Strahlenexposition des Menschen durch natürliche Quellen ionisierender Strahlung am Beispiel einer Untersuchung an der Bevölkerung der Stadt Salzburg. In: Jahrestagung des österreichischen Verbandes f. Strahlenschutz Wien. 1976.
- mit P. Fischer, Egon Pohl: Einfluß erhöhter Umweltradioaktivität und beruflicher Strahlenbelastung auf die Chromosomenaberrationen in den Lymphocyten des peripheren Blutes. In: Tagesber. Österr.-Ungar. Tagung über biomedizinische Forschung. Seibersdorf/Austria, 977.
- mit Egon Pohl: Dose distribution in the human organism due to incorporation of radon and decay products as a base for epidemiological studies. In: Proc. International Radon Specialist Meeting on „The Assessment of Radon Daughter Exposure and Related Biological Effects“. Rom 1982.